# Robbins (North Carolina)
Robbins is een plaats (city) in de Amerikaanse staat North Carolina, en valt bestuurlijk gezien onder Moore County.

## Demografie
Bij de volkstelling in 2000 werd het aantal inwoners vastgesteld op 1195.
In 2006 is het aantal inwoners door het United States Census Bureau geschat op 1235, een stijging van 40 (3,3%).

## Geografie
Volgens het United States Census Bureau beslaat de plaats een oppervlakte van
3,3 km², geheel bestaande uit land. Robbins ligt op ongeveer 160 m boven zeeniveau.

## Plaatsen in de nabije omgeving
De onderstaande figuur toont nabijgelegen plaatsen in een straal van 24 km rond Robbins.